# 于若瀛
于若瀛（1552年—1610年），字元絅，一字文若，號子步，晚號念東。山東登州府萊陽縣人，山東濟寧衛軍籍，明朝政治人物。

## 生平
萬曆十年（1582年）壬午科山東鄉試第二名，萬曆十一年（1583年）癸未科會試第一百三十一名，登三甲第三十二名。户部觀政，選任凤阳府推官，以母病乞終養歸，尋丁母憂，服闋謁選，十六年除兵部車駕司主事，十九年典陕西乡试，二十年移武库司员外郎，晉郎中，二十一年出为河南按察司僉事，主治河，移分巡磁州。以卓异，二十三年擢南京尚宝司卿，居留都一年，以病乞歸。更六載，二十七年起守舊秩，三十二年遷南京通政司參議，三十四年入爲太僕寺少卿，管辖東路馬政。三十七年升右佥都御史、陕西巡抚。萬曆三十八年，卒於任上。赠右副都御史。

## 著作
著有《弗告堂集》。

## 家族
曾祖于龍，壽官；祖父于賢，封戶部主事；父錦，曾任布政司左布政。母謝氏（封安人）。慈侍下；兄：若汶，若水，若洙，若泗，若沂，若滨，若澄；弟：若淇。